# William McGiverin
Pour les articles homonymes, voir McGiverin.
William McGiverin, né en 1825 et mort en 1881, est un homme politique canadien du Canada-Ouest. Il est député à l'Assemblée législative de la province du Canada de 1863 à 1866.

## Biographie
Né en Irlande, McGiverin étudie dans le Haut-Canada. Il entame une carrière politique en servant comme directeur du comté de Lincoln (en) et maire de la ville de St. Catharines.